# Plaza Roma (Zaragoza)
La Plaza Roma, también conocida como Plaza de Roma, es una plaza situada en Zaragoza, España, frente al Parque de Roma. Es uno de los centros populares más concurridos de la capital aragonesa.

## Edificios
En esta plaza céntrica se encuentran edificios importantes como la Confederación Española de la Pequeña y Mediana Empresa (CEPYME) sede de Aragón.

## Transporte público
Durante muchos años esta zona contaba con una sola ruta de autobuses urbanos conocida como línea 22. Sin embargo, después se adicionó la línea N6 que opera como línea nocturna. 
- Autobús urbano - línea diurna:

22 Sentido Las Fuentes y La Bombarda.
- Autobús urbano - línea nocturna:

N6 Sentido vía hispanidad - línea circular.